# Conrad Karl Röderer
Conrad Karl Röderer (12 de julio de 1868 - 28 de agosto de 1928) fue un tirador deportivo suizo, quien compitió a finales del siglo XIX y principios del siglo XX en el tiro con pistoleta. Él participó en los Juegos Olímpicos de París 1900 y ganó dos medallas de oro en pistoleta y por el equipo Pistoleta de Suiza.